# Абдишо IV
Абдишо IV Марон (сир. ܥܒܕܝܫܘܥ ܪܒܝܥܝܐ ܡܪܘܢ; с сир. «Слуга Иисуса») — патриарх восточно-сирийской униатской общины с 1555 года по 1570 год. Второй патриарх иерархической линии Сулаки восточно-сирийской церкви, вступившей в унию с Римско-католической церковью. Получил признание со стороны папы Пия IV, во время своего визита в Рим в 1562 году.

## Биография
В сохранившихся переводах на латынь послания Мар Абдишо папе Пию IV, тот упоминает, что был сыном Юханнана и родился в Газарте на реке Тигр. Абдишо был монахом в монастыре Ахи и в монастыре Юханнана. В 1554 году, в третью пятницу периода Богоявления Мар Абдишо был посвящён в митрополита Газарты первым патриархом халдеев, вступившим в унию с Католической церковью Шимуном VIII Сулакой. После убийства Сулаки в 1555 году Абдишо был избран его преемником. Мар Абдишо Марон выехал в Рим в 1561 году, для подтверждения своего избрания, во время понтификата Пия IV. 17 апреля 1562 года Абдишо получил паллий, был признан патриархом халдеев и был приглашён на Тридентский собор. Мар Абдишо не смог принять участие в соборе, однако отправил на собор исповедание веры, которое было зачитано на 22-й сессии. Вместе с тем, исследователь Иосеф Тфинкджи предполагает, что Абдишо присутствовал на Тридентском соборе в декабре 1563 года, однако свидетельства об этом отсутствуют. 
Патриарх Абдишо в 1562 году, в послании папе Пию IV перечисляет перечень епархий в Месопотамии, Персии и Индии, подчиняющихся патриарху Мар Абдишо и признающих власть Святого Престола. Абдишо Марон вернулся из Рима в Курдистан и перенёс свою резиденцию из Амиды в монастырь Иакова Отшельника близ Сиирта, в котором он работал над копированием ряда сирийских рукописей и оставался в нём вплоть до своей смерти в 1570 году. Исследователь Карл Антон Баумштарк называет Абдишо «плодовитым автором», чьи исторические стихи появляются во многих более поздних манускриптах.